# Amblystegium patenti-flexuosum
Amblystegium patenti-flexuosum är en bladmossart som beskrevs av Dixon in Christophersen 1960. Amblystegium patenti-flexuosum ingår i släktet Amblystegium och familjen Amblystegiaceae. Inga underarter finns listade i Catalogue of Life.